# Acquario nazionale danese
L'acquario nazionale danese (in danese Danmarks Akvarium) o Den Blå Planet (il pianeta blu) è un acquario situato in Danimarca situato a Kastrup, nell'area urbana di Copenaghen.

## Storia
La costruzione dell'acquario ebbe inizio nel 1937 su un progetto dell'architetto Carl Oluf Gjerløv-Knudsen finanziato dall'ingegnere civile Knud Højgaard nell'allora Palazzo di Charlottenlund di proprietà della famiglia reale e aperto al pubblico nel 1935. L'opera venne completata nel 1939 e primo direttore ne fu il biologo Mogens Højgaard, figlio del finanziatore. Nel 1974, l'acquario venne espanso con altre cinque grandi vasche all'aperto e un museo biologico basato sul tema degli habitat. Nel 1990, il museo venne espanso ulteriormente con la costruzione di un nuovo ingresso, una hall capiente, un bar, servizi igienici di maggior grandezza e una serie di laboratori per le scuole in visita.

## Il nuovo acquario
L'acquario di Charlottenlund venne chiuso nel 2012 e gli animali vennero collocati nel nuovo acquario chiamato Den Blå Planet che aprì al pubblico nel 2013 ed è il più grande acquario del Europa settentrionale.
Progettato dallo studio danese 3XN il nuovo acquario ha una superficie di 12000 m², di cui 10000 m² di edifici e 2000 m² di aree esterne.